# Gelanor altithorax
Espèce
Synonymes
- Gelanor lanei Soares, 1941

Gelanor altithorax est une espèce d'araignées aranéomorphes de la famille des Mimetidae.

## Distribution
Cette espèce se rencontre au Brésil dans les États de Rio de Janeiro, de São Paulo, du Paraná, de Santa Catarina et du Rio Grande do Sul et en Argentine dans la province de Misiones,.

## Description
Le mâle décrit par Benavides et Hormiga en 2016 mesure 4,47 mm et la femelle 4,56 mm.
Les mâles mesurent de 4,47 à 4,55 mm et les femelles de 4,56 à 5,05 mm.

## Publication originale
- Keyserling, 1893 : Die Spinnen Amerikas. Epeiridae. Nürnberg, vol. 4, p. 209-377.